# Lee Kohlmar
Lee Kohlmar, gebürtig Kohlmeier, (* 27. Februar 1873 in Forth, Deutsches Kaiserreich; † 14. Mai 1946 in Hollywood, Kalifornien, Vereinigte Staaten) war ein deutschamerikanischer Schauspieler und Regisseur.

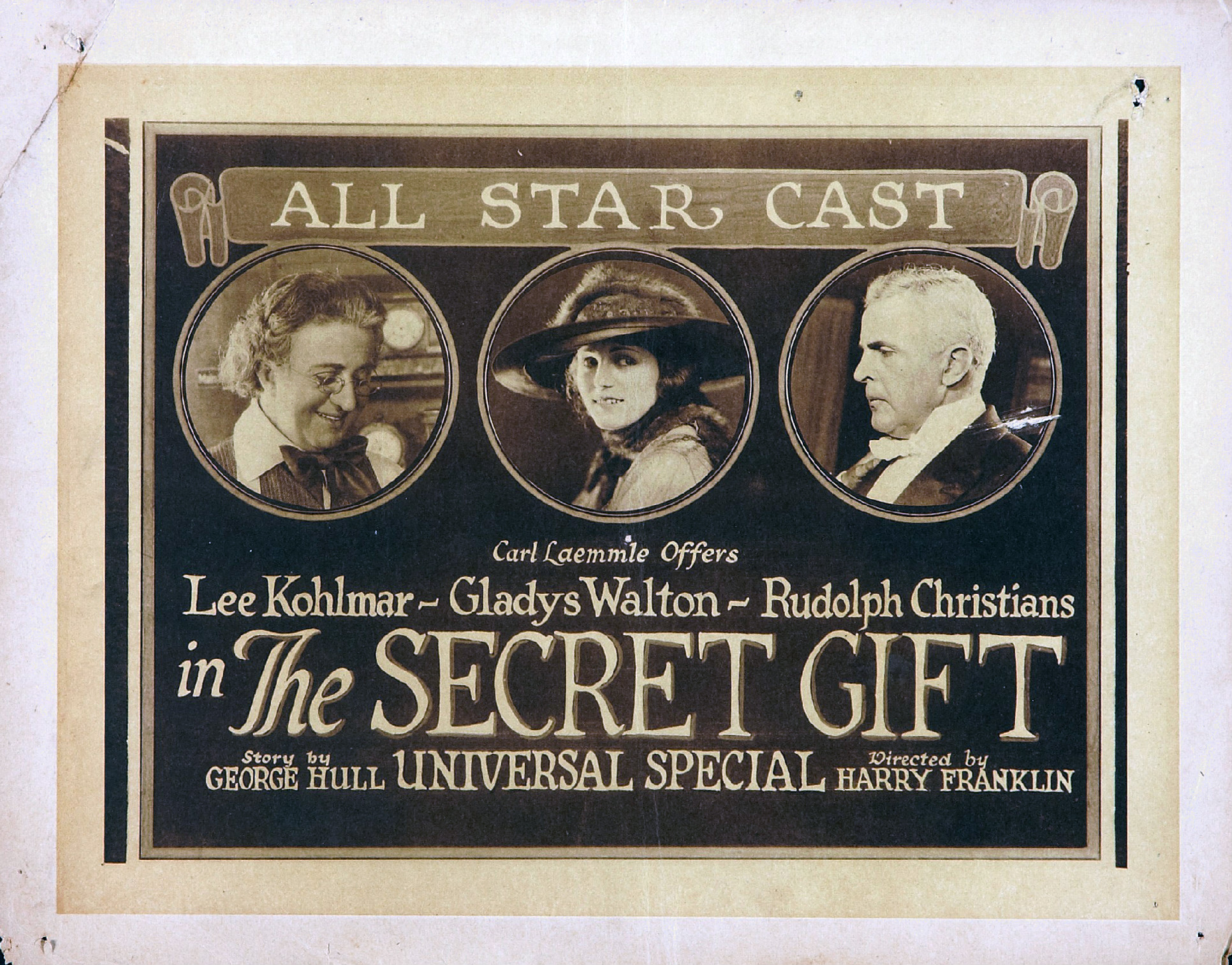
Lee Kohlmar auf der Lobbykarte für den Film Secret Gift (1920)

## Leben
Über das Leben von Lee Kohlmar ist nicht viel bekannt. Er emigrierte als Jugendlicher im Jahre 1888 aus Deutschland in die Vereinigten Staaten und ließ sich kurz danach einbürgern. 1902  heiratete er Mina Wolferman (* 1884; † unbekannt), mit der er den Sohn Fred Kohlmar hatte. Zwischen 1912 und 1932 spielte Kohlmar in zehn Stücken am Broadway. 1916 gab er sein Filmdebüt und arbeitete in der Folgezeit auch als Regisseur, ehe er sich ab 1921 ganz auf seine Schauspielkarriere konzentrierte. Während er in der Stummfilmzeit größere Rollen bekam, wurden Kohlmars Filmauftritte mit der Einführung des Tonfilmes immer kleiner. 1941 hatte er seine letzte von mindestens 55 Filmrollen an der Seite der Marx Brothers. Er starb fünf Jahre später im Alter von 73 Jahren an einem Herzinfarkt.

## Filmografie

### Schauspieler
- 1916: The Heritage of Valor
- 1918: It Can’t Be Done
- 1920: Beautifully Trimmed
- 1920: The Flaming Disc
- 1920: The Last Nip
- 1920: The Secret Gift
- 1921: Zwei Waisen im Sturm (Orphans of the Storm)
- 1922: Breaking Home Ties
- 1923: Potash and Perlmutter
- 1929: Der Kiebitz (The Kibitzer)
- 1930: Caught Short
- 1930: Children of Pleasure
- 1930: Melody Man
- 1930: Personality
- 1930: The Sins of the Children
- 1930: The Thirteenth Prisoner
- 1932: Ein Dieb mit Klasse (Jewel Robbery)
- 1932: False Faces
- 1932: Scarlet Dawn
- 1932: Silberdollar (Silver Dollar)
- 1932: The Match King
- 1932: The Strange Case of Clara Deane
- 1932: The Tenderfoot
- 1932: Flirt (Huddle)
- 1933: Forgotten
- 1933: I Love That Man
- 1933: King Kongs Sohn (The Son of Kong)
- 1933: Roman Scandals
- 1933: Sie tat ihm unrecht (She Done Him Wrong)
- 1934: Die Rothschilds (The House of Rothschild)
- 1934: Liebesreigen (Music in the Air)
- 1934: Napoleon vom Broadway (Twentieth Century)
- 1934: Shoot the Works
- 1934: When Strangers Meet
- 1935: Break of Hearts
- 1935: Death from a Distance
- 1935: Ein Butler in Amerika (Ruggles of Red Gap)
- 1935: Four Hours to Kill!
- 1935: Here Comes Cookie
- 1935: Love in Bloom
- 1935: McFadden's Flats
- 1935: One More Spring
- 1935: Spione küßt man nicht (Rendezvous)
- 1935: The Best Man Wins
- 1935: The Farmer Takes a Wife
- 1935: The Girl Friend
- 1936: A Son Comes Home
- 1936: Echo Mountain
- 1936: Parole!
- 1936: Ramona
- 1936: Wanted: Jane Turner
- 1937: Fly Away Baby
- 1937: The King and the Chorus Girl
- 1937: Vogues of 1938
- 1940: Four Sons
- 1941: Die Marx Brothers im Kaufhaus (The Big Store)

### Regie
- 1916: Toto of the Byways
- 1921: Bandits Beware
- 1921: Fighting Blood
- 1921: The Cactus Kid
- 1921: The Man Who Woke Up
- 1921: The Wild Wild West
- 1921: Who Was the Man?
- 1921: Beating the Game
- 1921: High Heels